# Thích Giác Nhiên
Đại lão Hòa thượng Thích Giác Nhiên (1878 - 1979), Đệ nhị Tăng thống Giáo hội Phật giáo Việt Nam thống nhất, trụ trì chùa Thiền Tôn, thành phố Huế.

## Thân thế
Hòa thượng thế danh là Võ Chí Thâm, sinh ngày 07 tháng 01 năm 1878 tại làng Ái Tử, huyện Triệu Phong, tỉnh Quảng Trị, song thân là cụ ông Võ Văn Xưng và cụ bà Trần Thị Diều.

## Xuất gia học đạo
Năm 1896, Hoà thượng đến chùa Từ Hiếu xin xuất gia, thờ Hòa thượng Thanh Ninh - Tâm Tịnh làm bổn sư. Đến năm 1898, được bổn sư xuống tóc xuất gia cho thọ Sa di giới và ban pháp danh Trừng Thủy, pháp tự Chí Thâm. Năm 1910, Hòa thượng thọ Tỳ kheo giới tại Đại giới đàn tổ chức ở chùa Phước Lâm (Hội An) do Hòa thượng Vĩnh Gia làm Đường đầu Hòa thượng.
Sau đó Hoà thượng đắc pháp và được bổn sư ban hiệu là Giác Nhiên, phú pháp bài kệ:
| “ | Giác tánh tự thiên nhiên, Sắc không bất hiện tiền. Vật ngại nhàn nhơn sự Cần tu bổn lý thiền. | ” |

## Hành đạo
Năm 1919, Hòa thượng được Bộ Lễ cử làm trú trình Thánh Duyên quốc tự.
Năm 1932, Hòa thượng là Chứng minh Đạo sư cho Hội An Nam Phật học.
Năm 1936, Hòa thượng được cử làm Tăng cang Thánh Duyên quốc tự.
Năm 1937, Hòa thượng được sơn môn cử làm trú trì tổ đình Thiền Tôn.
Năm 1956, ngài được Giáo hội Phật giáo Trung phần cung thỉnh vào chức vụ Viện trưởng Phật học viện Hải Đức, Nha Trang.
Năm 1958 đến năm 1962, ngài là Chánh Hội trưởng Tổng Trị sự Hội Phật giáo Trung phần.
Hòa thượng được cung thỉnh làm Đường đầu Hoà thượng truyền giới cho đồ chúng xuất gia, tại gia qua các Đại giới đàn: Giới đàn tại chùa Thiền Tôn, Huế (1944), Giới đàn tại chùa Báo Quốc, Huế (1955), Giới đàn Hộ Quốc tại Phật học viện Trung phần, chùa Hải Đức, Nha Trang (1957); Giới đàn Vạn Hạnh tại chùa Từ Hiếu, Huế (1965), Giới đàn Vĩnh Gia tại Phật học viện Phổ Đà, Đà Nẵng (1970).
Sau khi Đức Đệ nhất Tăng thống Thích Tịnh Khiết viên tịch (1973), Hòa thượng được Đại hội Phật giáo kỳ V Giáo hội Phật giáo Việt Nam thống nhất suy tôn ngôi vị Tăng thống vào ngày 10-12-1973 cho đến ngày viên tịch.

## Viên tịch
Hòa thượng viên tịch vào lúc 6 giờ 30 ngày 6 tháng Giêng năm Kỷ Mùi (1-2-1979), hưởng thọ 101 tuổi đời, 68 Hạ lạp. Bảo tháp của Hoà thượng hiện tôn trí tại khuôn viên tổ đình Thiền Tôn - Huế.

## Đệ tử
Môn đồ của Hoà thượng không nhiều, đều đã góp công làm nên lịch sử Phật giáo hiện đại, và hầu hết là những cấp lãnh đạo của Giáo hội từ trung ương đến các miền, tỉnh thuộc Giáo hội Phật giáo Việt Nam, như Hoà thượng Thiện Siêu, Hoà thượng Thiện Minh, Hoà thượng Thiện Bình...